# Brasil nos Jogos Mundiais de Anões de 2013
A 6a edição dos Jogos Mundiais de Anões foi a primeira a contar com a participação brasileira.
A delegação brasileira nos Jogos Mundiais de Anões de 2013 foi formada por apenas 4 atletas - Maria Rizonaide da Silva (-48 kg), Erinaldo Ferreira de Lima (-52 kg), Lucas Elias Tavares (-60 kg) e Luciano das Chagas Dantas (-67,5 kg). Todos eles conquistaram a medalha de ouro, em suas categorias, no halterofilismo.